# Glaphyrus caucasicus
Glaphyrus caucasicus är en skalbaggsart som beskrevs av Ernst Gustav Kraatz 1882. Glaphyrus caucasicus ingår i släktet Glaphyrus och familjen Glaphyridae. Inga underarter finns listade i Catalogue of Life.